# Jon Dahl Tomasson
Jon Dahl Tomasson (Copenhague, 29 de agosto de 1976) é um ex-futebolista e treinador de futebol dinamarquês que atuou como atacante. Atualmente é o treinador da Suécia. 

## Carreira
Tomasson começou por jogar futebol aos 5 anos, no clube Solrød. Aos 9 anos mudou-se para o Køge. Em 1994 começou a jogar profissionalmente, não na Dinamarca, mas nos Países Baixos, pelo Heerenveen. Jogou regularmente na temporada 1995/1996, marcando 14 vezes em 30 jogos, sendo o melhor marcador da equipe. No ano seguinte melhorou a sua marca, ao marcar 18 gols.
Já havia jogado na Seleção Dinamarquesa Sub-21, mas com essas duas boas épocas, estreou-se na equipe principal, em 29 de março de 1997, contra a Croácia. Nesse verão mudou-se para a Inglaterra, onde jogaria no Newcastle United. Não lhe correu bem a aventura em terras britânicas: foram apenas 4 gols em 35 jogos, situação que lhe custou a convocação para a Copa de 1998. Assim, no final da temporada 1997/1998 regressou aos Países Baixos, para defender o Feyenoord. Aí ganhou três títulos pelo clube: o Campeonato Neerlandês (seu primeiro título como profissional), a Supercopa dos Países Baixos e a Copa da UEFA.
Depois de muitas épocas interessantes, Tomasson, em 2002, partiu para o Milan numa transferência a custo zero. No clube milanês ganhou cinco títulos: a Copa da Itália, a Liga dos Campeões da UEFA, a Supercopa da UEFA, o Campeonato Italiano e Supercopa da Itália. Em 2005, acabou por decidir sair do clube. Esteve perto de uma transferência para o Benfica, mas acabou assinando contrato com o Stuttgart. Jogou ainda uma temporada pelo Villarreal antes de voltar pela terceira vez ao Feyenoord em 2008, fazendo 44 partidas e marcando 22 gols. Uma lesão sofrida nos treinos culminou na aposentadoria de Tomasson, que não disputou nenhum jogo na temporada 2010-11 e encerrou sua carreira aos 34 anos.
Na seleção nacional, registro para a participação na Eurocopa de 2000, na Copa do Mundo de 2002, onde marcou quatro golos e na Eurocopa de 2004, onde anotou três tentos. Esteve presente também na Copa de 2010, junto com seus companheiros de seleção Martin Jorgensen e Jesper Gronkjaer, tendo feito um gol de pênalti diante do Japão.

## Carreira de treinador

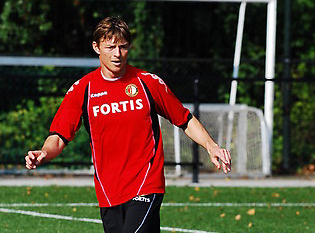
Uma foto de Jon Dahl Tomasson, tirada em 30 de agosto de 2008, durante um treino do Feyenoord.

Entre 2012 e 2013, Tomasson exerceu o cargo de auxiliar-técnico do Excelsior. Com a saída do técnico Leon Vlemmings, foi promovido a treinador interino até o encerramento da temporada.
Treinou ainda o Roda JC antes de voltar a trabalhar como assistente no Vitesse até março de 2016, quando foi contratado para auxiliar o treinador Åge Hareide na Seleção Dinamarquesa.

## Títulos
Feyenoord
- Campeonato Neerlandês: 1998-1999
- Supercopa dos Países Baixos: 1999
- Copa da UEFA: 2001-2002

Milan
- Copa da Itália: 2002-2003
- Liga dos Campeões da UEFA: 2002-2003
- Supercopa da UEFA: 2003
- Campeonato Italiano: 2003-2004
- Supercopa da Itália: 2004
- Trofeo Luigi Berlusconi: 2002 e 2005

## Premiações
Køge
- Futebolista Dinamarquês do Ano (Sub-19): 1994

Heerenveen
- Talento do Ano no Campeonato Neerlandês: 1996

Feyenoord e Milan
- Futebolista Dinamarquês do Ano: 2002

Milan
- Futebolista Dinamarquês do Ano: 2004